# Jardín botánico de Medellín
El Jardín Botánico de Medellín «Joaquín Antonio Uribe», es una fundación privada sin ánimo de lucro que toma su nombre en honor al naturalista antioqueño Joaquín Antonio Uribe. Se encuentra ubicado en la comuna 4 Aranjuez del distrito de Medellín. Tiene un área de 132 000 m² (13,2 ha). Cuenta con una colección viva de más de 1000 especies y 4500 individuos. Este complejo incluye el patio de las azaleas, el edificio científico, el orquideorama, la entrada principal, el teatro Suramericana, la casa de las mariposas, un estacionamiento y un centro de comidas.
Reconocido por su labor en investigación y conservación de la flora, el jardín botánico es una entidad emblemática del Valle de Aburrá. En 1985, recibió la distinción de Patrimonio cultural de Medellín y se integró a la Red internacional de jardines para la conservación, trabajando en conjunto con la Organización de las Naciones Unidas para la Alimentación y la Agricultura, Programa de las Naciones Unidas para el Medio Ambiente, Organización de las Naciones Unidas para la Educación, la Ciencia y la Cultura, Fondo Mundial para la Naturaleza y Unión Internacional para la Conservación de la Naturaleza.
Es centro de una amplia variedad de actividades recreativas, culturales, educativas, deportivas y sociales, facilitadas por su estructura que incluye espacios abiertos, semiabiertos y cerrados. Este lugar se erige como un centro propicio para la interacción con la naturaleza. Además de la diversidad de espacios, es crucial resaltar su accesibilidad, ya que se localiza en una zona de alta concurrencia y relevancia cultural, próxima a la estación Universidad del metro de Medellín, Parque Explora, Universidad de Antioquia, Cementerio Museo San Pedro,  Planetario de Medellín, Parque de los Deseos, Casa de la Música,  Parque Norte y Casa Museo Maestro Pedro Nel Gómez. Esto permite la creación de espacios de convivencia al exterior, favoreciendo una conexión más fluida con el entorno urbano.

## Historia

### Los baños del Edén
La fundación del jardín botánico de Medellín se sitúa a finales del siglo XIX, cuando los terrenos que actualmente ocupa empezaron a ser utilizados con un enfoque recreativo, en un establecimiento conocido en ese tiempo como la casa de baños El Edén. Esta propiedad fue inicialmente de don Víctor Arango y posteriormente fue adquirida por las hermanas Emilia y Mercedes Arango P., quienes eran «solteras, mayores de edad y vecinas de este distrito», tal como se menciona en una escritura pública.
La finca se alquilaba a familias de una ciudad que en aquel entonces tenía 40 000 habitantes. Era una especie de «estadero», similar a los actuales, que se consideraba un centro de recreo, donde las familias acudían para disfrutar de los baños y degustar la gastronomía popular. Un documento de la biblioteca del actual jardín botánico relata que «los caballeros de la Villa llegaban en coche o a caballo por el camellón de Bolívar o por la carretera del norte, para disfrutar de sus copas con mujeres bellas y generosas, conversar, hacer negocios y establecer alianzas matrimoniales».
Otros documentos compilados por Carlos Mejía Gutiérrez, miembro de la Academia Antioqueña de Historia, ofrecen una visión de la vida social en torno al baño: «La casa de baños El Edén, que se encontraba en el lugar que hoy ocupa el Bosque de la Independencia, disponía de aguas puras y abundantes que surgían de las colinas cercanas de Campo Valdés. En aquel entonces, era propiedad de don Víctor Arango y fue administrada por otros, como José María Arango, quien intentó sin éxito producir las primeras bebidas gaseosas que precedieron a las de Posada Tobón—Postobón— en los últimos años del siglo XIX».
El Edén comenzó a experimentar un descenso en su popularidad cuando se prolongó la línea del tranvía hasta Bermejal, lo que dio lugar a la creación de establecimientos que atrajeron a los antiguos visitantes de la casa de baños. En ese contexto, se empezaba a gestar una nueva fase en la historia de este espacio.

### Bosque de la Independencia

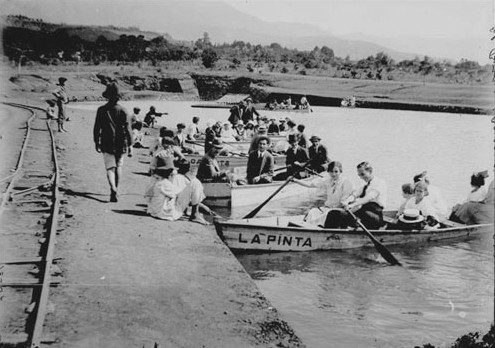
Lago del Bosque de la Independencia, Benjamín de la Calle. Archivo fotográfico de la Biblioteca Pública Piloto, Medellín

Durante los primeros años del siglo XX, se acercaba el primer centenario de la Independencia de Antioquia. Con el objetivo de conmemorar esta fecha de manera significativa, la región, guiada por sus organizaciones civiles y estatales más prominentes, se organizó para llevar a cabo una celebración inolvidable. Después de un extenso proceso de trámites y reflexiones, así como de otros eventos que también conmemoraron el aniversario, la Junta Organizadora de la Celebración del Centenario y la Sociedad de Mejoras Públicas de Medellín—SMP— lograron que el gobierno nacional, presidido por Carlos E. Restrepo, aprobara un apoyo económico de $15 000 pesos colombianos. De esta cantidad, $5 000 pesos se destinaron a los gastos de la celebración y $10 000 se transfirieron a la Sociedad de Mejoras Públicas para la compra de un terreno destinado a la creación de un nuevo bosque en Medellín.
Este lugar fue diseñado no solo como un parque de diversiones, sino también como un pulmón que salvaguardara las especies botánicas locales. Según se detalla en un escrito del libro Cien años haciendo Historia de la SMP, el propósito no fue la conservación de un bosque preexistente, sino la creación de un bosque frondoso y compacto a partir de un área de pastoreo.
Los relatos de la época indican que Ricardo Greiffenstein, en su calidad de presidente de la Sociedad de Mejoras Públicas, se lanzó sin dilación a la tarea de encontrar un lote que permitiera la realización del proyecto. Después de analizar varias posibilidades, decidió que la finca El Edén era la opción más idónea, debido a su gran tamaño y a la riqueza de sus fuentes de agua. Así, se llevó a cabo rápidamente la negociación con las hermanas Arango.
Junto a otros personajes, los nombres de Ricardo Greiffenstein y Leocadio Arango sobresalen en el esfuerzo por hacer realidad ese ideal. Las adversidades fueron numerosas y diversas, pero, al mismo tiempo, comienzan a manifestarse los resultados. En este contexto, el 11 de agosto de 1913 se crea el «Bosque Centenario de la Independencia,» que luego adoptó el nombre de «Bosque de la Independencia» y, finalmente, se conoce simplemente como «El Bosque».
La parcela inicial, que más tarde pasó a ser administrada por el municipio de Medellín, se vio complementada por la compra o donación de terrenos y fincas adyacentes por individuos, formando así un área considerable. De este modo, el lugar volvió a ser el núcleo de la actividad recreativa en la ciudad. Relatos de aquel tiempo indican que allí se fundó el primer hipódromo de Medellín, el cual disponía de una pista doble para las carreras de caballos. Se creó un lago aprovechando las aguas disponibles, permitiendo a los visitantes pasear en barcas. Cerca de este lago, se levantó un edificio que albergaba un bar, un restaurante y una pista de baile. En lo que hoy se conoce como el Salón Restrepo, había una pista de patinaje. El Bosque de la Independencia también ofrecía un vivero, canchas de tenis, un trenecito, áreas de juegos infantiles, un zoológico en sus inicios y un servicio de venta de perros y gatos como mascotas.

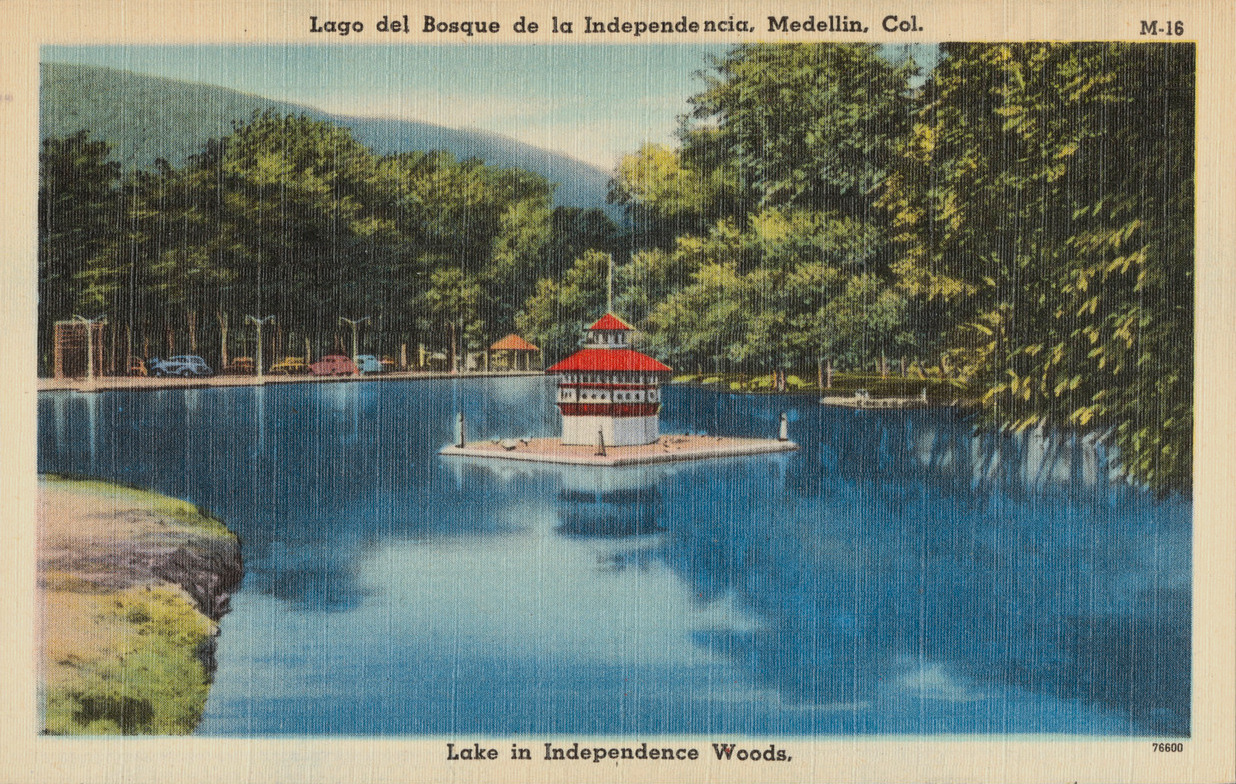
Lago del Bosque de la Independencia, 1948.

Las historias se expandieron y se inscribieron en la memoria de los habitantes de aquel tiempo. El Bosque se transformó en el escenario de las festividades patrias, siendo sede de competencias náuticas y de pesca, así como de carreras de «encostalados» y concursos con premios en vara. Este lugar se convirtió en el centro de retretas y de representaciones teatrales o folclóricas que se llevaban a cabo en la época en que existía la concha acústica. La ciudad en su totalidad se encontraba en este sitio, que desde entonces fue considerado un auténtico espacio público, al que acudían tanto familias de alta capacidad económica como trabajadores y obreros. Mientras los niños disfrutaban de paseos en «burritas», los adultos se dedicaban a otras diversiones, como el baile que comenzaba a la una o dos de la tarde y se prolongaba hasta el anochecer.
Desde su fundación en 1913 hasta aproximadamente 1963, medio siglo, el Bosque de la Independencia fue un lugar de recreo para los habitantes de Medellín. Sin embargo, con el paso del tiempo, comenzó a declinar, en parte debido al surgimiento de «casas de citas», prostíbulos, en sus cercanías, lo que provocó una crisis en el área. No obstante, sus 235 000 varas de extensión, que equivalen a 1 181.86 kilómetros; habían sido uno de los espacios más apreciados de la ciudad. Un relato de la época, que se encuentra en la biblioteca actual, señala que «se puede asegurar sin temor a equivocarse que es el mejor paseo de la ciudad y el lugar donde se está más a gusto, porque allí se sana el espíritu de las preocupaciones y el organismo descansa de la asfixia a la que está sometido en el centro urbano, donde se sufre de la más lamentable falta de jardines públicos y paseos arbolados».

### Jardín botánico

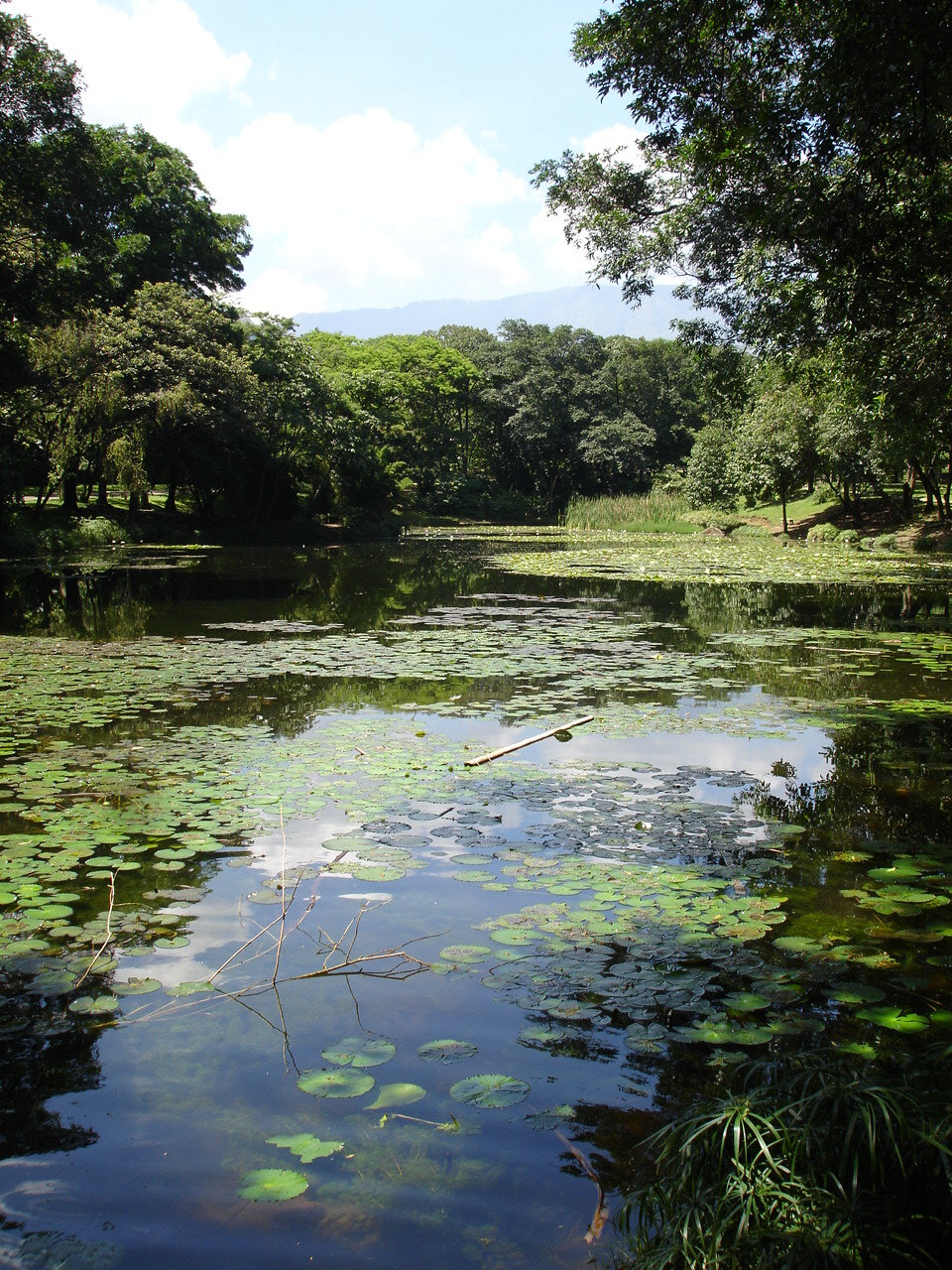
Lago del jardín botánico.

A mediados de 1968, se alcanzó un punto de inflexión que marcó el inicio de una nueva etapa. En esos días, la señora Elena Baraya, presidente de la Sociedad Colombiana de Orquideología, regresó de Australia con una noticia sorprendente: Medellín sería la sede de la VII Conferencia Mundial dedicada a este asunto.
Este evento sirvió como el impulso inicial para un proceso que llevó a una reforma sustancial del Bosque de la Independencia. Con este fin, se unieron la Sociedad de Mejoras Públicas, la Sociedad Colombiana de Orquideología, el municipio de Medellín y el Club de Jardinería de Medellín. Juntos, crearon una fundación privada sin ánimo de lucro, que estableció el jardín botánico Joaquín Antonio Uribe, en homenaje al renombrado naturalista antioqueño.
La nueva institución fue inaugurada el 19 de abril de 1972, en el marco de la VII Conferencia Mundial de Orquideología. Este evento se erige como un punto de inflexión en la historia de la ciudad, ya que Medellín se convirtió en el epicentro para 62 delegaciones, tanto nacionales como internacionales, de 16 países, que se dieron cita para presentar las orquídeas más bellas del mundo.
Así, con un comienzo favorable, se dio inicio a la historia del jardín botánico. La nueva entidad se fijó como meta el fomento y desarrollo de las ciencias naturales, especialmente la botánica, a través de la investigación y conservación de la flora. También se propuso establecer condiciones que favorecieran la educación ambiental y la exhibición de la flora colombiana, convirtiéndose en un atractivo turístico y ecológico relevante para la ciudad, además de ser un espacio adecuado para la realización de diversos eventos culturales y educativos. En mayo de 1979, fue declarado Pabellón de Flora y se unió al antiguo Sistema de Parques Nacionales, actualmente conocido como Sistema Nacional Ambiental—SINA—.

### Reconstrucción
Después de sufrir una severa crisis económica que afectó de manera drástica las colecciones, la infraestructura y la operación general del Jardín, la institución comenzó un nuevo periodo. El 1 de marzo de 2005, con el apoyo del entonces alcalde de Medellín, Sergio Fajardo Valderrama, se lanzó el Proyecto de renovación total de la entidad. El respaldo proporcionado por la Junta Directiva, la llegada de una nueva dirección y la integración de un equipo de trabajo que combinó personal valioso ya existente con nuevos integrantes entusiastas, hicieron posible la conceptualización y el desarrollo de las metas de un plan de contingencia, que se implementó simultáneamente con un proceso de transformación física e institucional.
Conforme a lo estipulado, el proyecto alcanzó sus objetivos clave en diciembre de 2007, cuando el Jardín recibió la totalidad de los recursos prometidos por la Alcaldía, con el firme apoyo del área metropolitana del Valle de Aburrá, en cumplimiento de la ley 299 de Jardines Botánicos de 1996. En total, durante este período, la institución se benefició de una inversión de 32 mil millones de pesos colombianos, destinados exclusivamente a la transformación física, que incluye colecciones vivas e infraestructura, sin cubrir los gastos de operación. La suma de esfuerzos se evidenció en convenios firmados con las secretarías del medio ambiente, de educación y de cultura ciudadana de Medellín, así como en las iniciativas ejecutadas en el espacio público por la secretaría de obras públicas. El área metropolitana también realizó aportes como nuevo Socio Activo de la institución. El Jardín, a su vez, llevó a cabo una inversión de aproximadamente 1 600 millones de pesos colombianos en gastos complementarios necesarios para la renovación. Adicionalmente, diversas empresas de la ciudad se integraron al Programa de Adopción de Espacios, lo que permitió la creación y el mantenimiento de espacios como el Teatro Suramericana y La Casa de las Mariposas.
En consecuencia, con un compromiso hacia la transparencia, el rigor y la moderación en la ejecución de los recursos, se logró enriquecer las colecciones vivas previamente establecidas y se formaron nuevas, integrando senderos, sistemas de drenaje, redes de riego e iluminación adecuadas, así como una señalización fundamental. Igualmente, se llevaron a cabo los diseños arquitectónicos y técnicos requeridos, incluyendo algunos que aún necesitan financiación. Entre las obras ejecutadas, se destaca la modernización de las redes eléctricas y de las instalaciones hidrosanitarias, la instalación de redes de voz y datos, la adecuación del sendero principal, la construcción de un pozo de aguas subterráneas, las obras hidráulicas en la quebrada El Molino, en su margen externa; la renovación del conjunto patio de las azaleas, así como la construcción del edificio científico, el orquideorama, el acceso principal, el teatro Suramericana, la casa de las mariposas, un pequeño parqueadero y el espacio público que rodea el Jardín.
El 1 de diciembre de 2007, la comunidad recibió estos trabajos de manos de la Fundación Jardín Botánico de Medellín Joaquín Antonio Uribe y del alcalde Sergio Fajardo Valderrama. Ese día marcó el comienzo de un mes de entrada gratuita, que incluyó nueve días dedicados a la exposición de heliconias: «Expoheliconias». La afluencia de público fue notable, con un total de 96 000 personas que disfrutaron del Jardín y lo cuidaron, sin generar aglomeraciones, lo que evidenció un cambio positivo en la conducta ciudadana respecto al uso de este espacio.

## Colecciones vivas

### Bosque tropical

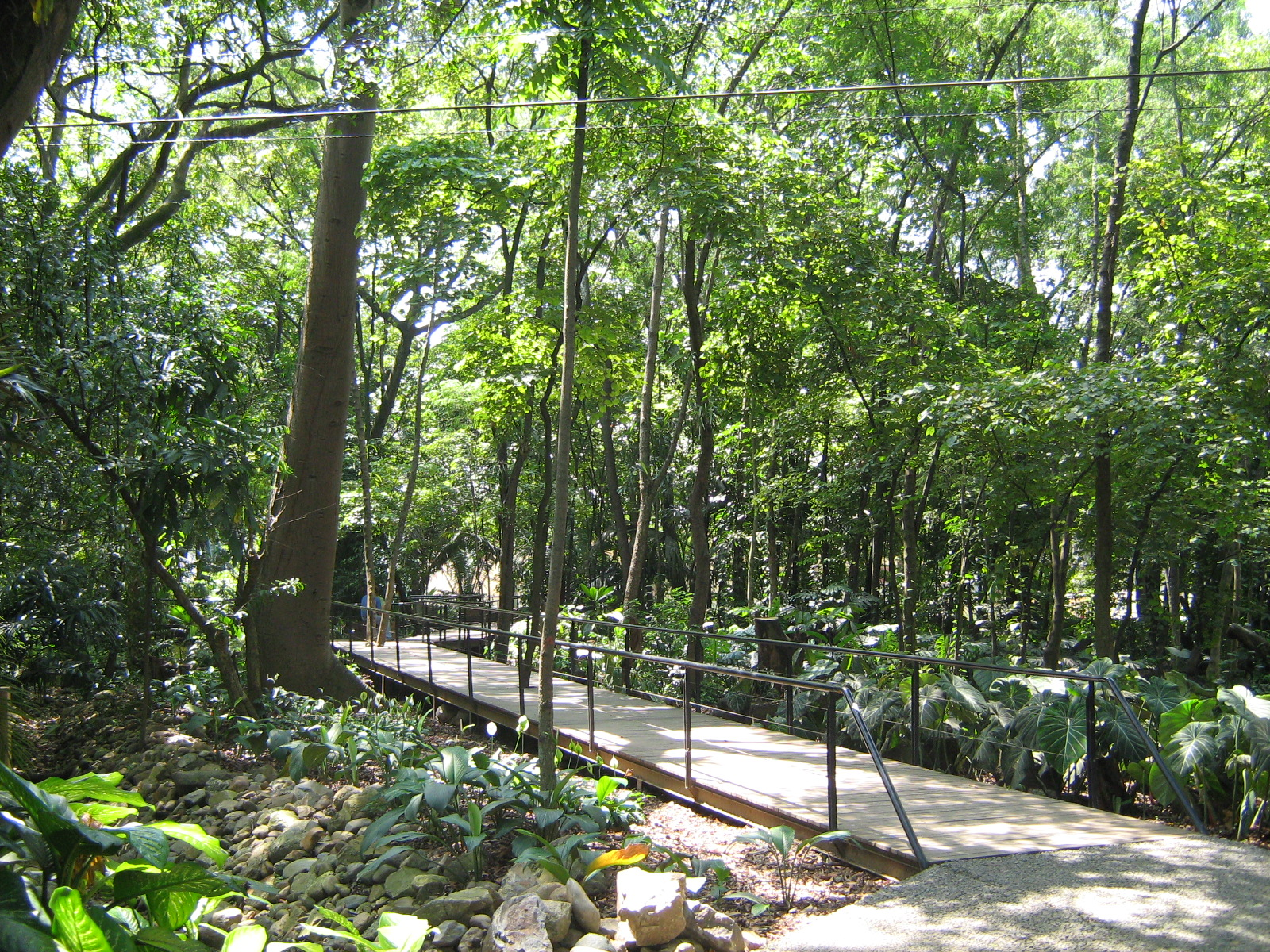
Bosque tropical.

La colección exhibe la estratificación de un bosque, que incluye su dosel vegetal, la vegetación del sotobosque y las plantas que crecen en el suelo. Gracias a sus condiciones microclimáticas y a su diversidad biológica, este espacio se convierte en un hábitat para múltiples especies de fauna. En su interior, se ha creado un cauce para el agua que surge de un afloramiento natural. El bosque del jardín botánico dispone de un sendero de madera accesible para sillas de ruedas. Para preservar sus condiciones, se prohíbe el consumo de alimentos y bebidas en el lugar. En esta área habita fauna como la tortuga morrocoy.

### Jardín de las palmas
En este lugar, los paisajistas crearon un entorno con suaves colinas que subrayan la delgadez y la belleza de las palmas, que pertenecen a la familia arecaceae. Después de las gramíneas y las leguminosas, esta familia de plantas es la más beneficiosa para el ser humano; además de su uso ornamental, se emplean como alimento, medicina, materiales de construcción, biocombustibles, objetos cotidianos y artesanías. Colombia es el país americano con mayor riqueza en palmas y ocupa el segundo puesto a nivel global. La colección incluye 120 especies.

### Laguna Francisco José de Caldas
Constituye un modelo representativo de los ecosistemas naturales conocidos como humedales, que han desaparecido de la llanura de inundación del río Medellín a consecuencia del desarrollo urbano de la ciudad. Su origen es el resultado de una fusión entre afloramientos naturales y modificaciones artificiales, que han tenido lugar durante más de noventa años. Este ecosistema proporciona un hábitat permanente para diversas especies animales y también sirve como un corredor para otras.

### Jardín del desierto

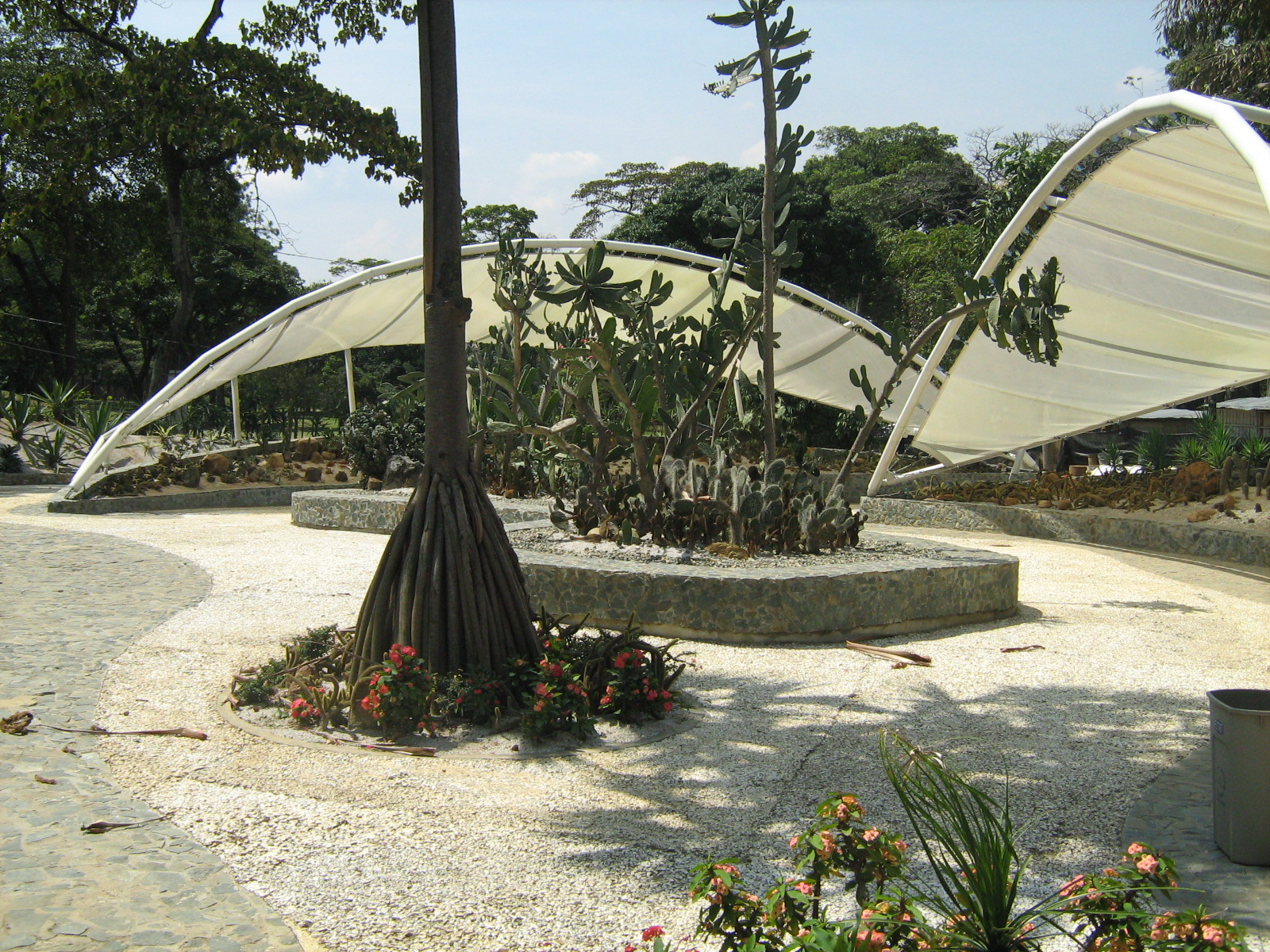
Jardín del desierto.

Este sitio alberga una vegetación compuesta por especies que han evolucionado para prosperar en regiones con limitadas precipitaciones, como los desiertos y semidesiertos, que se caracterizan por su aridez. En la colección se encuentran varias familias botánicas significativas de estos ecosistemas, entre las que se incluyen: cactaceae, crassulaceae, aizoaceae, liliaceae, euphorbiaceae, asclepiadaceae, chenopodiaceae y algunas leguminosas.

### Jardines del orquideorama
Bajo el techo de esta notable estructura arquitectónica, así como en su entorno, se encuentra una exhibición permanente que presenta diversas colecciones vivas, tales como orquídeas, bromelias, plantas carnívoras, cuernos y helechos arbóreos, entre otras especies. En el interior del orquideorama, se sitúa un pequeño lago con vegetación propia de estos ecosistemas, además de amplias áreas que facilitan la organización de exposiciones temporales de plantas, como las anuales «Expoheliconias», que se realizan a principios de diciembre, y «Orquídeas, pájaros y flores», que tiene lugar en agosto y es organizada por la Sociedad Colombiana de Orquideología.

### Huerto medicinal
Este tipo de colecciones presenta una historia prolongada, comparable a la de los jardines botánicos. En este huerto se encuentran plantas que se valoran por sus propiedades curativas, así como ejemplares de especies con significados mágicoreligiosos, además de hierbas aromáticas, especias y condimentos. Desde una perspectiva antropológica y cultural, la coca y el yagé son plantas sagradas para los pueblos indígenas americanos, que todavía hoy forman parte integral de su vida cotidiana y de sus rituales y tradiciones.

### Patio de las azaleas

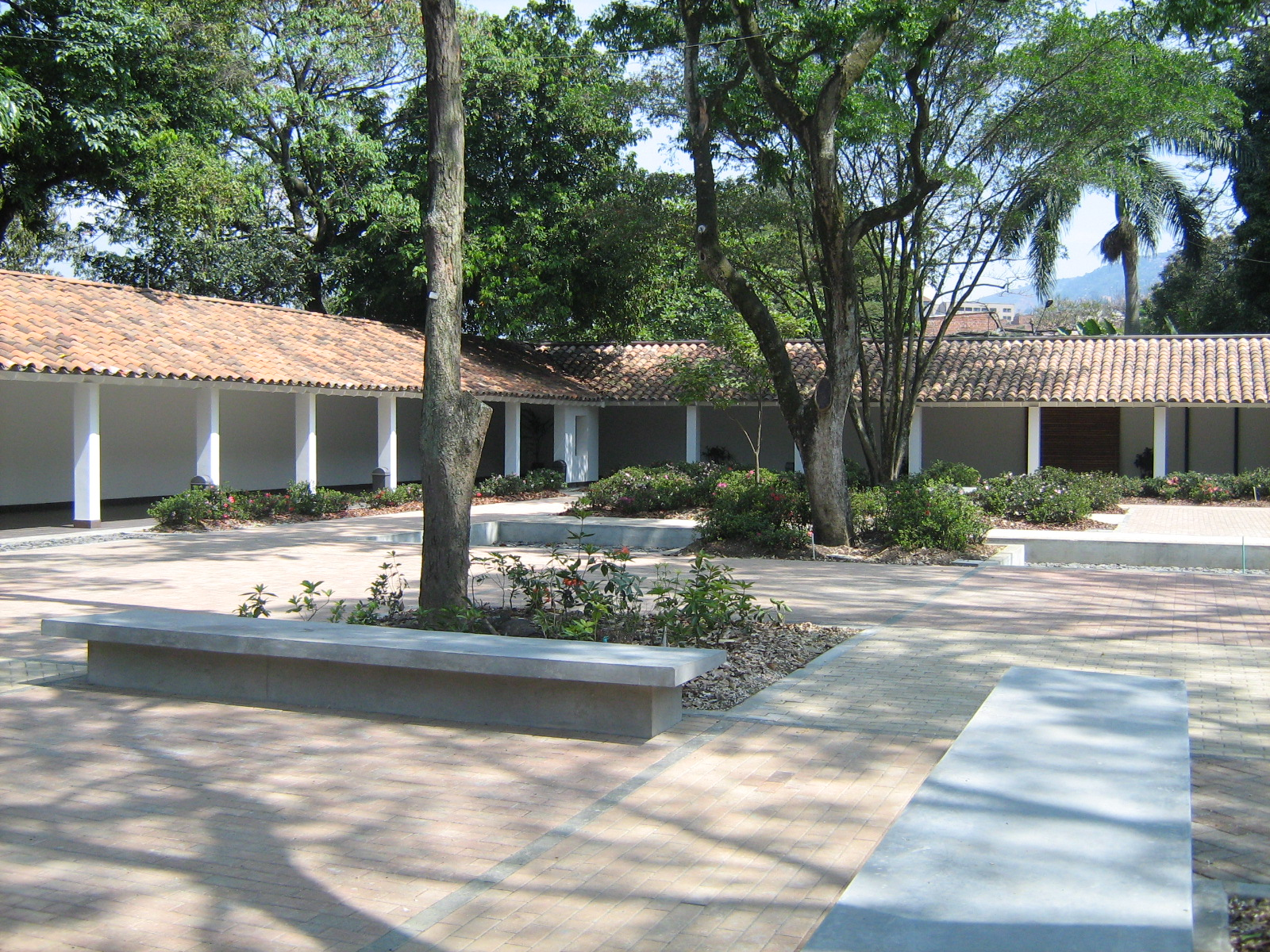
Patio de las azaleas.

En las inmediaciones y en la plazoleta central se encuentran varias especies de azaleas y bifloras. Estos arbustos, que pertenecen a la familia ericaceae, presentan una floración casi continua a lo largo del año, destacándose por sus intensos colores, que abarcan el rosa, rojo, naranja, amarillo, púrpura y blanco.

### Jardín vertical del Teatro Suramericana
Como parte de una iniciativa piloto que explora una técnica innovadora de siembra, un equipo interdisciplinario de arquitectos y biólogos diseñó un muro vegetal de 8.52 metros de altura, en el que se cultivan distintas especies de orquídeas, arbustos y plantas de cobertura. Estas plantas se asientan en un sustrato natural y requieren un riego continuo. El aspecto fundamental de este jardín es la capacidad intrínseca de la naturaleza para desarrollarse en diversas condiciones ambientales. 

### La casa de las mariposas
Para realizar una conservación adecuada de un grupo de organismos como las mariposas, se dispuso de una variada colección de plantas. Estos insectos establecen una relación biológica con las especies vegetales, dado que su ciclo vital está estrechamente relacionado con el entorno que les rodea. Las plantas en esta área proporcionan a las mariposas alimento, gracias a su alto contenido de néctar, y también sirven como hospederos para la puesta de huevos y el descanso. Además, se introdujeron hierbas, árboles, arbustos y lianas nativas de bosques tropicales. 

### Eras del restaurante
Dentro de la ambientación del Restaurante In Situ, se puede apreciar una era o huerta que alberga diversas especias y plantas comestibles. Entre las especies presentes se encuentran el romero, cebollín, albahaca, ají, menta, tomillo y orégano.

### Laberinto
Esta zona es especialmente valorada por los niños para actividades recreativas y la exploración de la naturaleza. El laberinto está constituido por arbustos de manto del rey que se entrelazan, generando senderos reducidos, y las plantas que se encuentran en este lugar logran crecer a una altura significativa.

## Edificios
El proceso de renovación llevado a cabo entre 2005 y 2007 identificó las necesidades de intervención en la infraestructura del Jardín, especificando qué estructuras requerían renovación, demolición o construcción. Debido a la crisis económica que la institución enfrentó en años anteriores, muchas de sus edificaciones presentaban un estado de deterioro significativo, con algunas incluso en riesgo de colapso, lo que comprometía la seguridad de los individuos que habitaban en el Jardín. Para el desarrollo de las actividades diarias, ciertas construcciones resultaban inadecuadas, ya que, a pesar de contar con un espacio suficiente, su diseño obstaculizaba la eficiencia operativa. Por ejemplo, algunas áreas del Jardín necesitaban recorrer hasta 100 metros al aire libre para realizar una llamada de larga distancia. 
Se establecieron los principios que regularían la renovación arquitectónica y urbanística del Jardín, junto con los presupuestos y cronogramas de las obras a ejecutar, así como la designación de los arquitectos que se encargarían de los diseños, conforme a su especialidad. Un equipo central, dirigido por el arquitecto Nicolás Hermelin y el ingeniero civil Juan Diego Mesa, se ocupó de la coordinación de la totalidad de las obras, exceptuando aquellas que atañen al espacio público.
Aparte de las edificaciones, se llevó a cabo la renovación y perfeccionamiento de las redes eléctrica, hidrosanitaria, de comunicación y datos, así como del sistema de senderos, el mobiliario, el pozo de aguas subterráneas y otros elementos complementarios, que no habían sido modificados desde la inauguración del jardín botánico.

### Edificio científico
Por primera vez en su historia, el Jardín Botánico de Medellín dispone de un espacio diseñado de manera específica para llevar a cabo su misión. Este logro se materializó gracias a una inversión de 3 500 millones de pesos colombianos realizada por el área metropolitana del Valle de Aburrá, que se sumó como nuevo socio activo en el proceso de renovación que la alcaldía de Medellín impulsó entre 2005 y 2007. De este modo, el jardín ahora alberga un edificio científico, que actúa como el corazón y la inteligencia de las labores del jardín botánico.
Hasta que se inició el proceso de renovación, el jardín botánico funcionaba en espacios que habían sido construidos para otros fines. Esto dio lugar a la existencia de pequeñas oficinas, sin posibilidad de expansión, dispersas por el terreno, con distancias que podían llegar hasta los 400 metros entre ellas. Esta circunstancia, sumada a las inadecuadas características de cada uno de estos lugares y a las condiciones estructurales y de humedad que prevalecían, consecuencia de la crisis financiera e institucional que afectó a la entidad, obstaculizaba gravemente el desarrollo de las actividades diarias del jardín botánico. Además, el Herbario, que protege uno de los patrimonios florísticos más significativos del país, carecía de un espacio apropiado para la conservación de su colección de muestras botánicas y para realizar sus actividades científicas. Durante muchos años, la colección fue trasladada de un lugar a otro, dependiendo de los espacios que se encontraran disponibles en la infraestructura del Jardín. Por todo esto, la restauración de estas estructuras resultaba más onerosa que la construcción de nuevas.

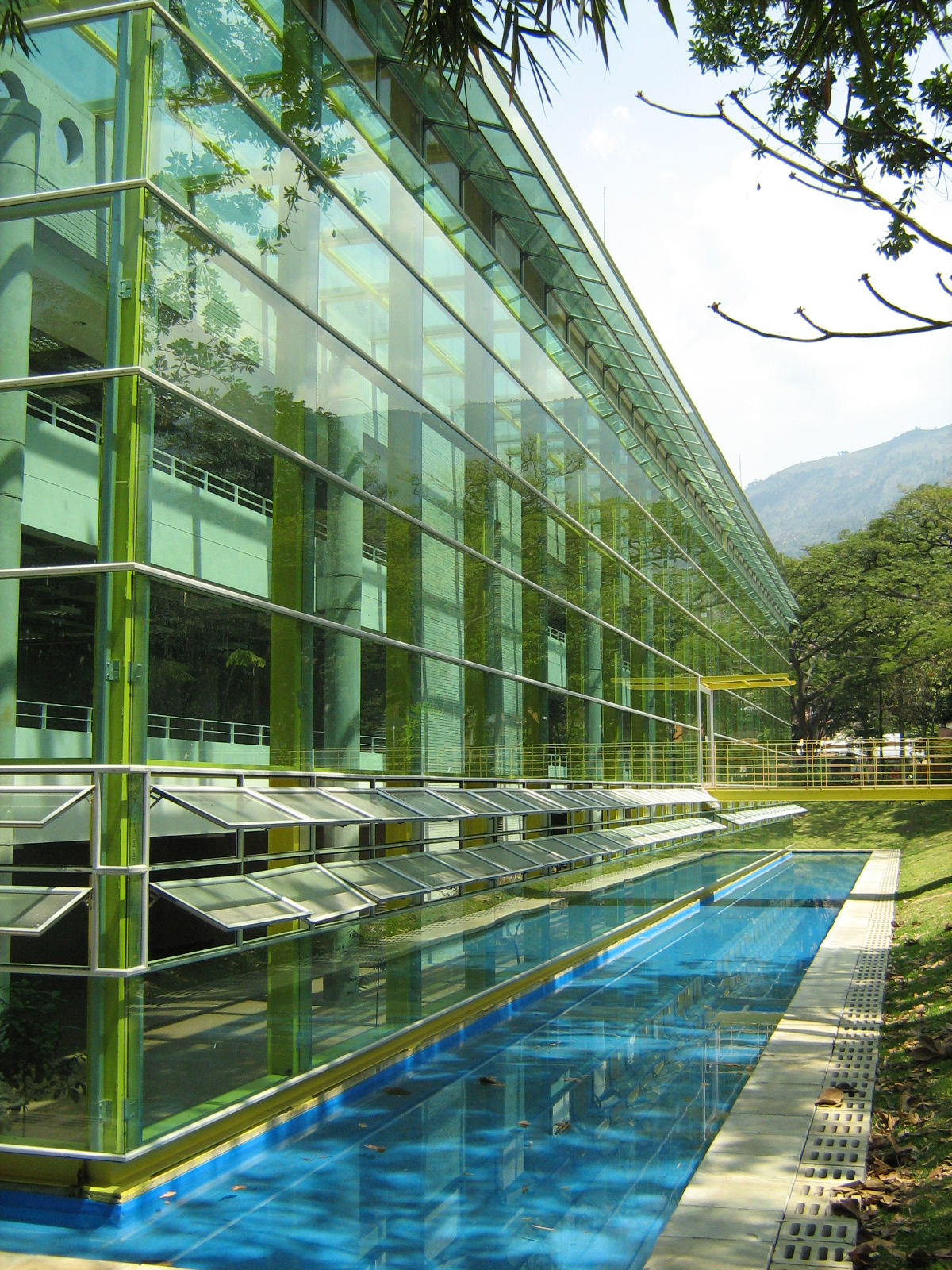
Edificio científico.

Por lo tanto, se planteó la urgencia de diseñar un área que concentrara a todo el personal del Jardín en un solo lugar, con el objetivo de maximizar la eficiencia operativa y asegurar que se cumplieran las especificaciones necesarias para su correcto funcionamiento.
La edificación fue realizada con un enfoque en la preservación del patrimonio natural del jardín botánico, eligiendo una ubicación que causase el menor daño posible a los árboles existentes. Esta fue la única construcción dentro del proceso de transformación que adoptó una nueva huella en el espacio. Como parte de este esfuerzo, se trasplantaron varios árboles, que ahora se encuentran en el entorno del edificio.  
El jardín botánico requirió que el arquitecto diseñase un edificio que optimizase la luz natural y gestionase el clima en las áreas de oficina, sin depender de sistemas de aire acondicionado, salvo en el Herbario; con el propósito de minimizar el consumo de energía eléctrica. Para este propósito, el arquitecto Óscar Mesa recibió la asesoría bioclimática de Alberto Arango Johnson. La dirección de las corrientes de aire, la selección del color del vidrio en las fachadas, la presencia de vegetación tanto en el interior como en el exterior, y la colocación de espejos de agua en los alrededores son factores que contribuyen al control térmico del edificio. 
La construcción de este edificio se completó en un periodo no visto hasta el momento de cinco meses, siendo inaugurado el 1 de noviembre de 2007. En su interior se encuentran la biblioteca botánica Andrés Posada Arango, el grupo de silvicultura y paisajismo, el área de educación y recreación, la coordinación de viveros, el servicio de eventos y banquetes, así como el área administrativa del jardín botánico.
El epicentro del edificio es el herbario Joaquín Antonio Uribe de Medellín—JAUM—, reconocido internacionalmente, que cuenta con un espacio adaptado para la identificación taxonómica de material vegetal. En el mismo edificio se incluye un laboratorio que permite llevar a cabo las investigaciones requeridas para los programas de conservación y uso de los recursos florísticos de Colombia. El Jardín está trabajando en la obtención del equipamiento necesario para dotar estos espacios de manera adecuada, lo que permitirá al equipo de trabajo realizar estudios en fisiología vegetal, fitoquímica, bromatología, etnobotánica, genética y biotecnología.

### Orquideorama
El nuevo Orquideorama José Jerónimo Triana fue construido sobre la estructura del anterior y es el resultado de un concurso de ideas arquitectónicas que el jardín botánico llevó a cabo a finales de 2005. El jurado, compuesto por los arquitectos Dicken Castro, Giancarlo Mazzanti y Leonardo Álvarez, junto con David Escobar Arango, quien era el secretario privado de la alcaldía en ese momento, y Pilar Velilla, la directora del jardín botánico, eligió la propuesta del grupo Plan B y JPRCR. Este grupo incluye a los arquitectos antioqueños Alejandro Bernal, Felipe Mesa, J. Paul Restrepo y Camilo Restrepo.
El jurado resaltó, entre otros criterios, «el planteamiento de una idea contundente, capaz de convertirse en un nuevo símbolo para la ciudad, y la capacidad de involucrar los referentes naturales, con gran habilidad para la abstracción y calidad estética». 

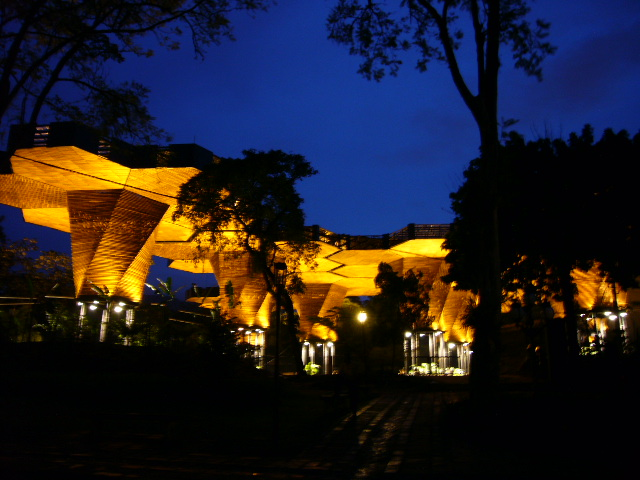
Vista nocturna del Orquideorama.

Este jardín cubierto, diseñado para la exhibición continua y temporal de flora, fue construido en 1972 con motivo de la inauguración del jardín botánico. Su nombre honra a José Jerónimo Triana, un botánico colombiano de origen español, nacido en Bogotá el 22 de mayo de 1828. Triana fue un personaje polifacético que, además de su labor como naturalista, médico, químico e investigador, también se destacó como editor y cónsul de Colombia en París, donde falleció a los 62 años el 31 de octubre de 1890. La catleya, orquídea que simboliza la flor nacional, también lleva su nombre científico, Cattleya trianae. Durante más de treinta años, el antiguo Orquideorama fue el centro de una variedad de eventos sociales, académicos, empresariales, políticos y recreativos, convirtiéndose en el corazón de las actividades del Jardín y de muchas organizaciones de la ciudad. Sin embargo, el tiempo deterioró su infraestructura, haciendo que el espacio fuese poco práctico.
El Orquideorama renovado conservó la esencia y la denominación del anterior. La estructura fue levantada en un tiempo de seis meses y se inauguró el 25 de agosto de 2006. Por su atractivo y por ser el primer elemento entregado a la comunidad, se convirtió en un ícono del proceso de transformación del jardín botánico.
La propuesta de diseño establece una interrelación entre la arquitectura y los organismos vivos. Para los arquitectos, el nuevo espacio amalgama lo natural y lo artificial, configurando una organización material, ambiental y espacial que se aproxima a los procesos de la vida, utilizando leyes y patrones geométricos flexibles, análogos a los de un panal. Este enfoque se fundamenta en un módulo repetitivo que han denominado «árbol-flor». El proceso de construcción fue igualmente ejemplar, gracias a un equipo dedicado de especialistas, técnicos y obreros, quienes asumieron esta tarea con gran entusiasmo, logrando un trabajo artesanal sin igual. Desde su finalización, la estructura se ha establecido como uno de los diseños arquitectónicos más representativos de Medellín y un modelo de arquitectura local con reconocimiento internacional. En 2007, obtuvo dos premios en el concurso Lápiz de Acero, siendo reconocido como el proyecto más innovador.
La inauguración estuvo impregnada de mensajes que la Alcaldía y el jardín botánico utilizaron para simbolizar que este componente, al igual que otros surgidos del proceso de renovación, fue diseñado para beneficiar a toda la comunidad. Se busca contribuir a la educación integral de los medellinenses y a la creación de espacios públicos de alta calidad. En este contexto, los primeros en acceder al lugar fueron mil niños y niñas de 5 y 6 años, quienes celebraron con una fiesta musical utilizando instrumentos elaborados con materiales reciclados y realizaron el corte de cinta junto al alcalde de aquel entonces, Sergio Fajardo. Posteriormente, se llevó a cabo un acto simbólico de entrega a la comunidad académica, empresarial, ambiental, educativa, así como a líderes comunitarios, dirigentes y vecinos. El sábado 26 de agosto, en colaboración con el Parque Explora, se realizó la inauguración académica, que contó con la presencia del biólogo y científico colombo-estadounidense Cristián Samper, en ese momento director del Museo Nacional de Historia Natural de los Estados Unidos administrado por la Institución Smithsoniana de ese país, quien ofreció una conferencia magistral gratuita en el nuevo orquideorama sobre la importancia de los jardines botánicos en la conservación global de la flora. De esta manera, se destacó el papel fundamental que desempeñan las ciencias y la educación ambiental en el renovado jardín botánico de Medellín, siempre con un enfoque en el disfrute y el acceso para todos, no solo para los especialistas.

### Conjunto Patio de las Azaleas
El proceso de revitalización del Jardín se centró en el respeto hacia los espacios arquitectónicos y paisajísticos que eran susceptibles de recuperación, asegurando la conservación de la memoria histórica de la ciudad. Se llevó a cabo la renovación del claustro que forma parte de la edificación, al tiempo que se enriqueció la colección de azaleas, resultando en un refugio cálido y multifuncional, adecuado para encuentros, descanso y la realización de eventos de menor escala. 

#### Auditorios
Con la renovación de algunos salones y la creación de otros, el jardín botánico ofrece cinco espacios diferentes, cada uno con características particulares, destinados a la realización de encuentros académicos, empresariales, sociales y culturales. La intensa utilización de estos espacios por diversos grupos, así como su naturaleza multifacética, convierte a los auditorios en lugares significativos que realzan la reputación de quienes los administran. Este conjunto de auditorios se encuentra en el edificio Patio de las Azaleas y está formado por los siguientes espacios:
1. Salón Restrepo. Capacidad: 300 personas dispuestas en auditorio.
2. Auditorio Uribe Ángel. Capacidad: 100 personas. Mobiliario fijo.
3. Salón Humboldt. Capacidad: 200 personas.
4. Salón Linneo. Capacidad: 50 personas.
5. Salón Mutis. Capacidad: 150 personas.

#### Restaurante In Situ
Localizado en el edificio Patio de las Azaleas, en las proximidades de la laguna, este inmueble fue diseñado por el arquitecto Santiago Caicedo, célebre en el ámbito colombiano por sus excepcionales proyectos en el sector de la restauración, la hotelería y lugares similares.
Es un espacio gastronómico de carácter casual y elegante, en el que se puede disfrutar de una carta original que resalta la magnificencia de la flora colombiana, sin que esto implique que se trata de un establecimiento vegetariano.
El entorno es moderno y acogedor, en el que la integración de elementos naturales junto con los platillos del menú crean una experiencia momorable para los visitantes.

### Teatro Suramericana
Este nuevo teatro al aire libre, que es conocido por el nombre de la empresa que apoya su construcción, Suramericana, se concibe como un espacio que se funde de manera armónica con la naturaleza circundante.
En medio del área de grama, se alza una plataforma que se asemeja a una meseta, donde se encuentran los baños, diseñados con un enfoque moderno y colorido. En la parte superior, una terraza de madera actuará como escenario, con el soporte de una extensa pared verde, que proporciona un fondo para la realización de espectáculos variados.
Igualmente, el área «tras bambalinas» se configura como un parque atractivo y acogedor, propicio para la celebración de pequeños eventos culturales variados o como un soporte para las actividades que tengan lugar en el Teatro Suramericana, tales como conciertos, lecturas y bazares, entre otros.

### Biblioteca del jardín botánico
La institución, con un enfoque especializado, fue creada con la finalidad de apoyar la investigación científica sobre la flora colombiana. En 1978, se llevó a cabo un fortalecimiento que permitió la expansión de sus servicios y la mejora de sus colecciones, integrando textos académicos que facilitan el acceso a la información para la población escolar de la zona. Así, la biblioteca se posiciona como un recurso valioso para diferentes públicos, desde aquellos que inician su camino en el conocimiento hasta los profesionales del área, ofreciendo una amplia gama de programas. Para respaldar su labor, esta área se beneficia de la colaboración de diversas redes institucionales, como el Grupo de unidades de información especializada—GUIE—, el Grupo de bibliotecas escolares y públicas de Medellín y el área metropolitana del valle de Aburrá, así como el Grupo de Servicios al Público de las Unidades de Información—SERVINFO—, lo que asegura una actualización constante y la provisión de información de calidad a sus usuarios.